# Nevena Kokanovová
Nevena Kokanovová (Невена Богданова Коканова, 12. prosince 1938 Dupnica – 3. června 2000 Sofie) byla bulharská herečka.
Její matka pocházela z urozené rakouské rodiny von Heldenberg, její otec byl jako důstojník carské armády po nástupu komunistů k moci vězněn v táboře Belene. Hercem byl také její bratr Dimitar Kokanov. Jejím manželem byl režisér Ljubomir Šarlandžiev.
V osmnácti letech debutovala ve filmu a získala angažmá v městském divadle v Jambolu, většinu kariéry byla členkou souboru Satirického divadla Aleka Konstantinova v Sofii. Hrála ve více než padesáti filmech, nejvýznamnějšími byly Tabák, Inspektor a noc, Zloděj broskví, Strom bez kořenů a Sluneční úder, italská režisérka Liliana Cavani ji obsadila do filmu Galileo Galilei. Byla členkou poroty Mezinárodního filmového festivalu v Moskvě 1975. Byla označována za první dámu bulharského filmu, v roce 1974 byla jmenována národní umělkyní a v roce 1999 získala Řád Stará planina. Zemřela na rakovinu ve věku 61 let.
Je po ní pojmenována cena, kterou bulharské ministerstvo kultury každoročně uděluje nejlepší debutující herečce.